# Террис, Кайл
Кайл Террис (англ. Kyle Turris; 14 августа 1989, Нью-Уэстминстер, Канада) — канадский хоккеист. Амплуа — центральный нападающий. Был выбран под общим 3-м номером на Драфте НХЛ 2007.

## Игровая карьера

### Начало карьеры
В 16 лет начал играть в Лиге провинции Британская Колумбия. Набрав в сезоне 2005-06 72 очка в 57 играх за команду «Бёрнаби Экспресс» был награждён «Брюс Эллисон Мэмориал Трофи», как лучший молодой игрок года. Следующий сезон Кайл завершил вторым в списке бомбардиров, набрав 121 очко и был назван самым ценным игроком. Добавив 26 очков в 14 матчах в играх плей-офф, Террис привел свою команду к победе в «Роял Банк Кап», оформив хет-трик в финале.
Получив звание лучшего канадского юниора года в 2007, Кайл котировался как потенциальный первый номер Драфта НХЛ. В итоге он уступил Патрику Кейну и Джеймсу ван Римсдайку и был задрафтован третьим клубом «Финикс Койотис».

### Финикс Койотис
Проведя ещё один сезон в низших лигах, Террис 31 марта 2008 года подписывает контракт новичка с «Финиксом» и принимает участие в последних трёх играх клуба в том сезоне. Дебют состоялся 3 апреля в игре против «Даллас Старз», а в третьей игре, против «Анахайм Дакс», Кайл записывает на свой счет первое очко в НХЛ, отдав результативный пас.
Следующий сезон канадец начал уже в основе «Финикса», забивая свой первый гол 12 октября в ворота Жигера. Тогда его команда одолела «Дакс» 4-2.

#### Переговоры по контракту
Став ограничено свободным агентом 1 июля 2011 года Террис и «Финикс» не смогли подписать новое соглашение. Кайл не присутствовал на тренировочном сборе команды. В сентябре 2011 года ESPN сообщали, что игрок просил 3—4 миллиона долларов зарплаты. В итоге 22 ноября двухгодичный контракт на 2,8 миллионов долларов был подписан.

### Оттава Сенаторз
В итоге 17 декабря 2011 Террис был обменян в «Оттаву Сенаторз» на Давида Рунблада и выбор во втором раунде Драфта 2012. В первой игре за «Сенаторов», 20 декабря, Кайл записал в свой актив одну передачу а команда уверенно победила «Баффало Сэйбрз». 18 апреля 2012 года Туррис забросил на второй минуте овертайма в ворота «Нью-Йорк Рейнджерс» и принес команде победу в матче, в котором она по ходу уступала 2-3. После того как канадец установил свои лучшие показатели в НХЛ, набрав 29 очков в 49 играх, Оттава продлила с ним контракт на 5 лет с зарплатой 17.5 миллионов долларов.

### Нэшвилл Предаторз
5 ноября 2017 года был обменян в результате трехсторонней сделки в «Предаторз» между «Оттавой», «Колорадо» и «Нэшвиллом». Вскоре Террис подписал шестилетний контракт с «Предаторз» на общую сумму $ 36 млн.
7 октября 2020 года «Нэшвилл» выкупил контракт Терриса.

### Эдмонтон Ойлерз
9 октября 2020 года подписал двухлетний контракт с «Ойлерз» на общую сумму $ 3,3 млн. В августе 2022 года объявил о завершении карьеры игрока.

## Международные игры
В 2005 году выиграл серебряные медали с составе сборной Канады на турнире Хоккейного вызова. В следующем году в составе юниорской сборной выиграл Мемориал Ивана Глинки.
В конце сезона 2006/07 выступал на Чемпионате мира среди юниорских команд, но сборная Канады до медалей не добралась.
Несколько месяцев спустя, Террис был вызван на Суперсерию, противостояние молодёжных сборных России и Канады. Канадцы разгромили соперника, выиграв 7 матчей из 8 и не одного не проиграв. Он набрал 8 очков и был назван MVP последней игры в Ванкувере.
В 2008 году Кайл привел сборную Канады к победе на Чемпионате мира среди молодёжных команд, став лучшим бомбардиром команды с 8 очками в 7 играх.

## Статистика
| 2005-06     | Burnaby Express      | BCHL        | 57  | 36 | 36 | 72  | 32 | 32 | 22 | 24 | 46 | 16 |
| 2006-07     | Burnaby Express      | BCHL        | 53  | 66 | 55 | 121 | 83 | 14 | 12 | 14 | 26 | 16 |
| 2007-08     | Wisconsin Badgers    | WCHA        | 36  | 11 | 24 | 35  | 38 | —  | —  | —  | —  | —  |
| 2007-08     | Финикс Койотс        | НХЛ         | 3   | 0  | 1  | 1   | 2  | —  | —  | —  | —  | —  |
| 2008-09     | Финикс Койотс        | НХЛ         | 63  | 8  | 12 | 20  | 21 | —  | —  | —  | —  | —  |
| 2008-09     | Сан-Антонио Рэмпэйдж | АХЛ         | 8   | 4  | 3  | 7   | 6  | —  | —  | —  | —  | —  |
| 2009-10     | Сан-Антонио Рэмпэйдж | АХЛ         | 76  | 24 | 39 | 63  | 60 | —  | —  | —  | —  | —  |
| 2010-11     | Финикс Койотс        | НХЛ         | 65  | 11 | 14 | 25  | 16 | 4  | 1  | 2  | 3  | 2  |
| 2010-11     | Сан-Антонио Рэмпэйдж | АХЛ         | 2   | 0  | 1  | 1   | 2  | —  | —  | —  | —  | —  |
| 2011-12     | Финикс Койотс        | НХЛ         | 6   | 0  | 0  | 0   | 4  | —  | —  | —  | —  | —  |
| 2011-12     | Оттава Сенаторз      | НХЛ         | 49  | 12 | 17 | 29  | 27 | 7  | 1  | 2  | 3  | 2  |
| 2012-13     | Кярпят               | СМ-Лига     | 21  | 7  | 12 | 19  | 24 | —  | —  | —  | —  | —  |
| Всего в НХЛ | Всего в НХЛ          | Всего в НХЛ | 186 | 31 | 44 | 75  | 70 | 11 | 2  | 4  | 6  | 4  |

### Международная
| Год   | Команда      | Тур   |    | И  | Г  | П  | О  | Штр |
| ----- | ------------ | ----- | -- | -- | -- | -- | -- | --- |
| 2005  | Team Pacific | U17   | 6  | 3  | 1  | 4  | 2  |     |
| 2006  | Канада       | JWC   | 4  | 1  | 1  | 2  | 2  |     |
| 2006  | Канада Запад | WJAC  | 4  | 5  | 6  | 11 | 4  |     |
| 2007  | Канада       | U18   | 6  | 3  | 2  | 5  | 2  |     |
| 2007  | Канада       | SS    | 8  | 7  | 1  | 8  | 6  |     |
| 2008  | Канада       | WJHC  | 7  | 4  | 4  | 8  | 2  |     |
| Всего | Всего        | Всего | 35 | 23 | 15 | 38 | 18 |     |